# Sceliages augias
Sceliages augias là một loài bọ cánh cứng trong họ Bọ hung (Scarabaeidae).